# 26640 Bahýľ
26640 Bahýľ là một tiểu hành tinh vành đai chính với chu kỳ quỹ đạo là 1881.0626060 ngày (5.15 năm).
Nó được phát hiện ngày 9 tháng 5 năm 2000.